# Schots voetbalkampioenschap 1960/61
1960-61 was het 64ste seizoen in de Schotse voetbalcompetitie. De Rangers uit Glasgow werden kampioen.

## Scottish League Division One
| Plaats | Team                 | Wed | W  | G  | V  | DV  | DT | DS  | Pts |
| ------ | -------------------- | --- | -- | -- | -- | --- | -- | --- | --- |
| 1      | Rangers              | 34  | 23 | 5  | 6  | 88  | 46 | 42  | 51  |
| 2      | Kilmarnock FC        | 34  | 21 | 8  | 5  | 77  | 45 | 32  | 50  |
| 3      | Third Lanark         | 34  | 20 | 2  | 12 | 100 | 80 | 20  | 42  |
| 4      | Celtic               | 34  | 15 | 9  | 10 | 64  | 46 | 18  | 39  |
| 5      | Motherwell           | 34  | 15 | 8  | 11 | 70  | 57 | 13  | 38  |
| 6      | Aberdeen FC          | 34  | 14 | 8  | 12 | 72  | 72 | 0   | 36  |
| 7      | Hearts               | 34  | 13 | 8  | 13 | 51  | 53 | -2  | 34  |
| 8      | Hibernian            | 34  | 15 | 4  | 15 | 66  | 69 | -3  | 34  |
| 9      | Dundee United        | 34  | 13 | 7  | 14 | 60  | 58 | 2   | 33  |
| 10     | Dundee FC            | 34  | 13 | 6  | 15 | 61  | 53 | 8   | 32  |
| 11     | Partick Thistle      | 34  | 13 | 6  | 15 | 59  | 69 | -10 | 32  |
| 12     | Dunfermline Athletic | 34  | 12 | 7  | 15 | 65  | 81 | -16 | 31  |
| 13     | Airdrieonians        | 34  | 10 | 10 | 14 | 61  | 71 | -10 | 30  |
| 14     | St. Mirren           | 34  | 11 | 7  | 16 | 53  | 58 | -5  | 29  |
| 15     | St. Johnstone        | 34  | 10 | 9  | 15 | 47  | 63 | -16 | 29  |
| 16     | Raith Rovers         | 34  | 10 | 7  | 17 | 46  | 67 | -21 | 27  |
| 17     | Clyde FC             | 34  | 6  | 11 | 17 | 55  | 77 | -22 | 23  |
| 18     | Ayr United           | 34  | 5  | 12 | 17 | 51  | 81 | -30 | 22  |

## Scottish League Division Two
| Plaats | Team                | Wed | W  | G  | V  | DV  | DT  | DS  | Pts |
| ------ | ------------------- | --- | -- | -- | -- | --- | --- | --- | --- |
| 1      | Stirling Albion     | 36  | 24 | 7  | 5  | 89  | 37  | 52  | 55  |
| 2      | Falkirk FC          | 36  | 24 | 6  | 6  | 100 | 40  | 60  | 54  |
| 3      | Stenhousemuir FC    | 36  | 24 | 2  | 10 | 99  | 69  | 30  | 50  |
| 4      | Stranraer FC        | 36  | 19 | 6  | 11 | 83  | 55  | 28  | 44  |
| 5      | Queen of the South  | 36  | 20 | 3  | 13 | 77  | 52  | 25  | 43  |
| 6      | Hamilton Academical | 36  | 17 | 7  | 12 | 84  | 80  | 4   | 41  |
| 7      | Montrose            | 36  | 19 | 2  | 15 | 75  | 65  | 10  | 40  |
| 8      | Cowdenbeath FC      | 36  | 17 | 6  | 13 | 71  | 65  | 6   | 40  |
| 9      | Berwick Rangers     | 36  | 14 | 9  | 13 | 62  | 69  | -7  | 37  |
| 10     | Dumbarton FC        | 36  | 15 | 5  | 16 | 78  | 82  | -4  | 35  |
| 11     | Alloa Athletic      | 36  | 13 | 7  | 16 | 78  | 68  | 10  | 33  |
| 12     | Arbroath FC         | 36  | 13 | 7  | 16 | 56  | 76  | -20 | 33  |
| 13     | East Fife           | 36  | 14 | 4  | 18 | 70  | 80  | -10 | 32  |
| 14     | Brechin City        | 36  | 9  | 9  | 18 | 60  | 78  | -18 | 27  |
| 15     | Queen's Park        | 36  | 10 | 6  | 20 | 61  | 87  | -26 | 26  |
| 16     | East Stirling       | 36  | 9  | 7  | 20 | 59  | 100 | -41 | 25  |
| 17     | Albion Rovers       | 36  | 9  | 6  | 21 | 60  | 89  | -29 | 24  |
| 18     | Forfar Athletic     | 36  | 10 | 4  | 22 | 65  | 98  | -33 | 24  |
| 19     | Morton FC           | 36  | 5  | 11 | 20 | 56  | 93  | -37 | 21  |

## Bekers

### Scottish Cup
Dunfermline Athletic 2-0 Celtic FC

### Scottish League Cup
Rangers FC 2-0 Kilmarnock FC

## Nationaal elftal
| Datum            | Plaats                           | Tegenstander      | Score | Competitie | Schotland scorers                                     |
| ---------------- | -------------------------------- | ----------------- | ----- | ---------- | ----------------------------------------------------- |
| 22 oktober, 1960 | Ninian Park, Cardiff             | Wales             | 0-2   | BHC        | -                                                     |
| 9 november 1960  | Hampden Park, Glasgow            | Noord-Ierland     | 5-2   | BHC        | Ralph Brand, Denis Law, Eric Caldow (pen), Alex Young |
| 15 april 1961    | Wembley Stadium, Londen          | Engeland          | 3-9   | BHC        | Davie Wilson (2), Dave Mackay                         |
| 3 mei 1961       | Hampden Park, Glasgow            | Ierland           | 4-1   | WKQ        | Ralph Brand (2), David Herd (2)                       |
| 7 mei 1961       | Dalymount Park, Dublin           | Ierland           | 3-0   | WKQ        | Alex Young (2), Ralph Brand                           |
| 14 mei 1961      | Tehelné Pole Stadion, Bratislava | Tsjecho-Slowakije | 0-4   | WKQ        | -                                                     |

- Scores worden eerst voor Schotland weergegeven ongeacht thuis- of uitwedstrijd

Football League: 1890/91 · 1891/92 · 1892/93

First Division: 1893/94 · 1894/95 · 1895/96 · 1896/97 · 1897/98 · 1898/99 · 1899/00 · 1900/01 · 1901/02 · 1902/03 · 1903/04 · 1904/05 · 1905/06 · 1906/07 · 1907/08 · 1908/09 · 1909/10 · 1910/11 · 1911/12 · 1912/13 · 1913/14 · 1914/15 · 1915/16 · 1916/17 · 1917/18 · 1918/19 · 1919/20 · 1920/21 · 1921/22 · 1922/23 · 1923/24 · 1924/25 · 1925/26 · 1926/27 · 1927/28 · 1928/29 · 1929/30 · 1930/31 · 1931/32 · 1932/33 · 1933/34 · 1934/35 · 1935/36 · 1936/37 · 1937/38 · 1938/39 · 1939/40 · 1940/41 · 1941/42 · 1942/43 · 1943/44 · 1944/45 · 1945/46 · 1946/47 · 1947/48 · 1948/49 · 1949/50 · 1950/51 · 1951/52 · 1952/53 · 1953/54 · 1954/55 · 1955/56 · 1956/57 · 1957/58 · 1958/59 · 1959/60 · 1960/61 · 1961/62 · 1962/63 · 1963/64 · 1964/65 · 1965/66 · 1966/67 · 1967/68 · 1968/69 · 1969/70 · 1970/71 · 1971/72 · 1972/731973/74 · 1974/75

Premier Division: 1975/76 · 1976/77 · 1977/78 · 1978/79 · 1979/80 · 1980/81 · 1981/82 · 1982/83 · 1983/84 · 1984/85 · 1985/86 · 1986/87 · 1987/88 · 1988/89 · 1989/90 · 1990/91 · 1991/92 · 1992/93 · 1993/94 · 1994/95 · 1995/96 · 1996/97 · 1997/98

Premier League: 1998/99 · 1999/00 · 2000/01 · 2001/02 · 2002/03 · 2003/04 · 2004/05 · 2005/06 · 2006/07 · 2007/08 · 2008/09 · 2009/10 · 2010/11 · 2011/12 · 2012/13

Premiership: 2013/14 · 2014/15 · 2015/16 · 2016/17 · 2017/18 · 2018/19 · 2019/20 · 2020/21